# Pfarrhaus (Vilseck)

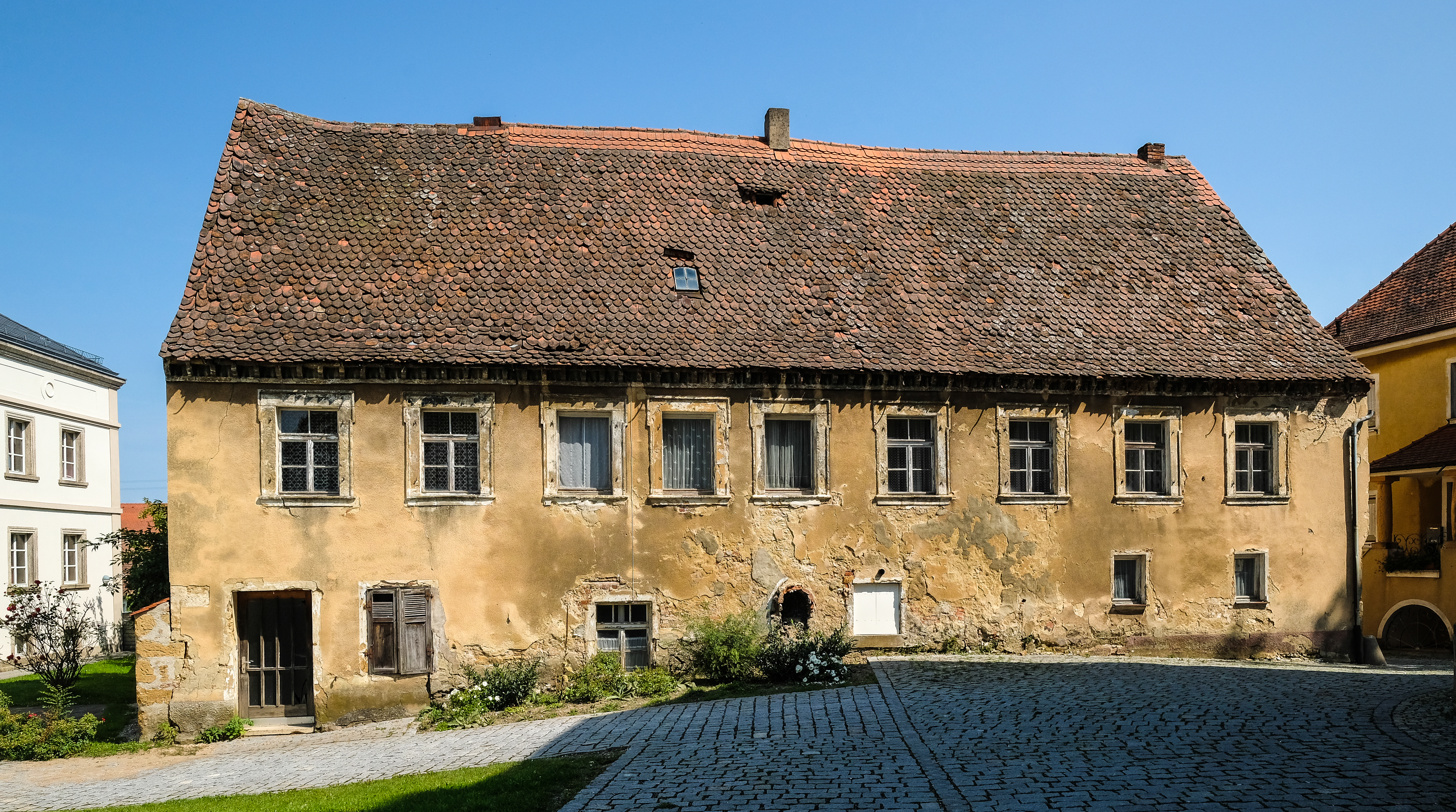
Ehemaliges Pfarrhaus in Vilseck (2017)

Das Pfarrhaus in Vilseck, einer Stadt im Oberpfälzer Landkreis Amberg-Sulzbach in Bayern, wurde im Kern im 16./17. Jahrhundert errichtet. Das ehemalige Pfarrhaus an der Klostergasse 12, in unmittelbarer Nachbarschaft zur Pfarrkirche St. Ägidius, ist ein geschütztes Baudenkmal.
Der zweigeschossige, verputzte Massivbau in Ecklage mit Satteldach besitzt teils geohrte Faschen.